# Врховна команда ЈВуО
Врховна команда Југословенске војске у Отаџбини је била ратни Врховни штаб Југословенске војске током Другог светског рата. Настала је 10. јуна 1942. године, када је краљевим указом дивизијски генерал Драгољуб Дража Михаиловић именован за начелника штаба Врховне команде Југословенске војске, која је тада пренета у окупирану земљу.

## Историјат
По доласку на Равну гору 11. маја 1941. године, генералштабни пуковник Драгољуб Михаиловић је формирао Команду четничких одреда Југословенске војске. Крајем године је успео да ступи у везу са југословенском краљевском владом у емиграцији, па је краљевим указом 7. децембра унапређен у чин бригадног генерала.
Са формирањем прве владе Слободана Јовановића у јануару 1942. године, генерал Михаиловић је именован за министра војске, морнарице и ваздухопловства и унапређен у дивизијског генерала. Дана 10. јуна 1942. године, генерал Михаиловић је именован за начелника штаба Врховне команде Југословенске војске, која је тиме пренета у окупирану земљу. Седам дана касније је унапређен у чин армијског генерала.
Генерал Михаиловић је обављао дужност министра војске, морнарице и ваздухопловства до 1. јуна 1944. године и формирања Владе Ивана Шубашића. Дужности начелника штаба Врховне команде је разрешен 29. августа 1944. године и стављен на располагање. Краљ Петар II Карађорђевић је у говору од 12. септембра преко радија Лондон (Би-Би-Си на српскохрватском) рекао: „позивам све Србе, Хрвате и Словенце да се уједините и приступите Народноослободилачкој војсци под маршалом Титом.“
Међутим, упркос краљевом позиву, генерал Михаиловић је наставио да предводи Југословенску војску у Отаџбини као ројалистичку, антиосовинску и антикомунистичку војну снагу, све до хапшења 1946. године.

## Структура

### Начелници штаба Врховне команде
| Фотографија | Име                 | Чин              | Време службовања | Белешка |
| ----------- | ------------------- | ---------------- | ---------------- | --- |
|             | Драгољуб Михаиловић | Армијски генерал | 1942—1944        | 10. јуна 1942. Врховна команда пренета у окупирану Југославију. До 17. јуна 1942, Дивизијски генерал. Од 29. августа 1944. године разрешен дужности и стављен на располагање. |
|             | Миодраг Дамјановић  | Бригадни генерал | 1944—1945        | Од 18. децембра 1944. године помоћник до 1. марта 1945. године, када је власт пренета на владу ДФЈ која је пренела војна овлашћења на Врховни штаб НОВ и ПОЈ.                 |

### Одељења Врховне команде
1. Оперативно одељење
  - начелник: ваздухопловни потпуковник Мирко И. Лалатовић
  - помоћник и заменик начелника: пуковник Лука Балетић
2. Обавештајно одељење
  - начелник: мајор Слободан Нешић (јануар-септембар 1944), пуковник Јован Црвенчанин (септембар-новембар 1944), пуковник Павле В. Новаковић (новембар 1944-март 1945), мајор Љубомир Јовановић
  - помоћник и заменик начелника: потпуковник Никола Милекић
3. Пропагандно одељење (Ратни пресбиро)
  - шеф: др Војин Андрић
  - Миодраг Столица, Александар Околичанин, Милорад Драшковић, Радослав Драшковић, Бранислав Страњаковић, Драган Павловић, Димитрије Ђорђевић, Мирко Мајсторовић
4. Ађутантура
  - начелник: мајор Љубиша Терзић (септембар 1943-јануар 1944), мајор Аћим Слијепчевић (јануар-фебруар 1944), капетан Милан В. Стојановић
5. Команда стана
  - командант: капетан Милојко Узелац “Тарас“
6. Центар везе
  - руководилац: мајор Јожев Певец
  - заменик: мајор Радослав Филиповић
7. Шифрантски одсек
  - начелник: поручник Мирослав Шурбатовић, затим потпуковник Душан Јовановић “Муња“, Љубомир Јовановић “Патак“
8. Инспекторат трупа
  - главни инспектор: пуковник Јеврем Симић
  - заступник главног инспектора трупа: потпуковник Јован Мијатовић
  - помоћник главног инспектора трупа: потпуковник Миодраг Палошевић
9. Команда позадине
  - командант: пуковник Драгослав Павловић (до фебруара 1944), дивизијски генерал Живорад Божић (фебруар 1944-фебруар 1945)
10. Пратећи батаљон Врховне команде
  - командант: потпоручник Милутин Јанковић (јануар-април 1944), Јован Андрић
11. Интендантско одељење
  - начелник: капетан Милан Даничић
12. Санитетско одељење
  - начелник: капетан др Мило Јовановић
13. Школа резервних официра за официрске кандидате
  - командант: потпуковник Миодраг Палошевић
14. Радиотелеграфска школа
  - командант: мајор Михаило Стојадиновић, капетан Љубиша Анђелковић
15. Политички саветници штаба Врховне команде
  - академик Драгиша Васић (до пролећа 1943), др Стеван Мољевић (до јануара 1944), др Ђура Ђуровић и др Живко Топаловић
16. Верски референти
  - протојереј Будимир Соколовић, јеромонах Јелисије Поповић, јеромонах Јован Рапајић, протојереј Јустин Ђ. Илкић, протојереј Емилијан Е. Поповић, монах Србобран Ј. Крњајац и богослов Илија Ј. Ружић
17. Курир за иностранство
  - капетан Андра Лончарић, поручник Душан Дутина

### Истакнути делови Врховне команде
- Источна Босна: командант потпуковник Захарије Остојић
- Словенија: командант бригадни генерал Миодраг Дамјановић